# Родники (Калтасинський район)
Родники́ (рос. Родники, башк. Родники) — присілок у складі Калтасинського району Башкортостану, Росія. Входить до складу Кельтеївської сільської ради.
Населення — 17 осіб (2010; 12 у 2002).
Національний склад:
- росіяни — 92 %